# Fuchsia fulgens
Fuchsia fulgens ist eine Pflanzenart aus der Familie der Nachtkerzengewächse (Onagraceae).

## Beschreibung

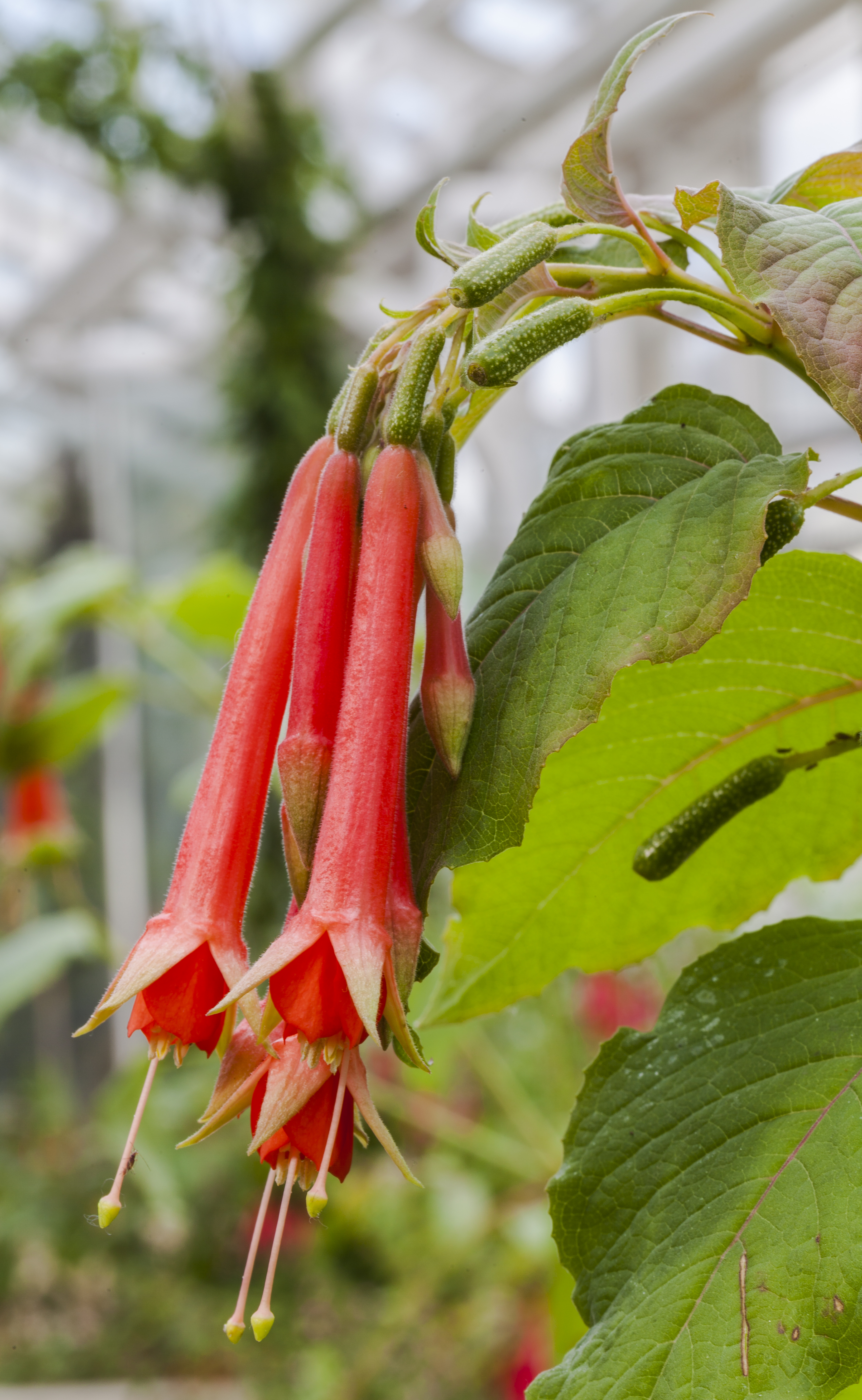
Fuchsia fulgens

Fuchsia fulgens ist ein laubabwerfender bis etwa 3 Meter hoher Strauch oder sie wächst epiphytisch. 
Die gegenständigen und gestielten, weichen Laubblätter sind grau-grün, behaart und mit einer Länge von 9 bis 15 Zentimeter sowie einer Breite von 5 bis 12 Zentimeter relativ groß. Sie sind eiförmig und an der Basis leicht herzförmig bis abgerundet, an der Spitze sind sie spitz. Der Blattrand ist fein gesägt bis gezähnt mit drüsigen Zähnen. Die Nebenblätter sind abfallend.
Die hängenden Blüten erscheinen am Ende der Zweige in vielblütigen, traubigen Blütenständen. Die gestielten, rötlich-gelben Blüten sind vierzählig und zwittrig mit doppelter Blütenhülle. Die Blütenstiele und der untere Blütenbecher sind feinborstig. Der schlanke, innen und außen behaarte „Tubus“ des zweigliederigen Blütenbechers ist 6,5 Zentimeter lang. Die halbaufrechten Kelchblätter haben eine grüne bis gelbe Spitze. Die aufrechte Krone ist klein und scharlachrot. Die 8 Staubblätter sind ungleich lang, 4 sind kürzer und 4 länger. Der Fruchtknoten ist unterständig mit langem, im unteren Teil behaartem Griffel. Es ist ein Diskus vorhanden.
Es werden 2–3 Zentimeter lange, ellipsoide und dunkel-purpurne, vielsamige Beeren gebildet.
Die Chromosomenzahl beträgt 2n = 22.

## Herkunft
Fuchsia fulgens stammt aus Mexiko.